# All Saints (filme)
All Saints (bra: A Colheita da Fé) é um filme estadunidense de 2017, do gênero drama cristão, dirigido por Steve Gomer a partir do roteiro de Steve Armour. O filme é estrelado por John Corbett, Cara Buono, Myles Moore, Nelson Lee, Barry Corbin, David Keith, Angela Fox, Chonda Pierce e Gregory Alan Williams, e segue um pregador de uma pequena cidade do Tennessee que tenta salvar sua igreja em dificuldades. Foi lançado em 25 de agosto de 2017, pela Affirm Films e Provident Films.

## Elenco
- John Corbett como Michael Spurlock, um vendedor que virou pastor
- Cara Buono como Aimee Spurlock, esposa de Michael
- Myles Moore como Atticus Spurlock, filho de Michael e Aimee
- Nelson Lee como Ye Win
- Barry Corbin como Forrest
- David Keith como Boyd
- Angela Fox como Mary-O
- Chonda Pierce como Ruth
- Gregory Alan Williams como Bispo Thompson

## Produção
Filmagens começaram em setembro de 2016 e continuaram até outubro em Nashville e Smyrna, no Tennessee.

## Recepção

### Bilheteria
Na América do Norte, All Saints foi lançado em 25 de agosto de 2017, ao lado de Birth of the Dragon e Ballerina, foi projetado para arrecadar cerca de três a quatro milhões de dólares em 846 salas de cinema em seu fim de semana de lançamento. Arrecadou 150 mil dólares em seu primeiro dia e 1,6 milhão de dólares no fim de semana, terminando em 15.º lugar nas bilheterias. O baixo lançamento do filme foi atribuído ao Furacão Harvey que atingiu o Texas e áreas vizinhas – normalmente regiões baseadas na fé – causando o fechamento de salas de cinema, assim como a luta no boxe entre Floyd Mayweather e Conor McGregor no sábado. A bilheteria combinada do fim de semana foi a de menor bilheteria desde setembro de 2001.

### Resposta da crítica
No site agregador de críticas Rotten Tomatoes, 95% das 20 resenhas dos críticos são positivas, com uma classificação média de 7,3/10. O Metacritic, que usa uma média ponderada, atribuiu ao filme uma pontuação de 63 em 100, baseado em 7 críticos, indicando críticas "geralmente favoráveis". O público consultado pelo CinemaScore deu ao filme uma nota média de "A−" em uma escala que vai de A+ a F, enquanto o PostTrak relatou que os espectadores lhe deram uma pontuação geral positiva de 85%.
Frank Scheck, da revista The Hollywood Reporter, fez uma crítica positiva ao filme, escrevendo: "Ao evitar o proselitismo excessivo e, em vez disso, relatar de forma simples e eficaz sua história comovente, All Saints se mostra emocionante de uma forma que muitos de seus irmãos cinematográficos não conseguem."